# Lukáš Juliš
Lukáš Juliš (Chrudim, 2 de diciembre de 1994) es un futbolista checo que juega de delantero en el S. K. Sigma Olomouc de la Liga de Fútbol de la República Checa.

## Trayectoria
Comenzó su carrera deportiva en el Sparta Praga, con el que debutó en la Fortuna Liga el 31 de julio de 2013 en el Derbi de Praga frente al Slavia de Praga.[cita requerida]
Durante su etapa en el club estuvo cedido en el Bohemians 1905, donde disputó ocho partidos y anotó un gol, y el Sigma Olomouc, equipo con el que consiguió diez goles en 14 encuentros.
El 5 de noviembre de 2020 marcó un triplete en la victoria por 1-4 del Sparta de Praga frente al Celtic F. C., en un partido de la Liga Europa de la UEFA.
El 15 de enero de 2023 se anunció su fichaje como nuevo jugador de la Unión Deportiva Ibiza para lo que quedaba de temporada. Tras la misma volvió a la República Checa para jugar en el S. K. Sigma Olomouc.

## Selección nacional
Juliš fue internacional sub-16, sub-17, sub-18, sub-19 y sub-21 con la selección de fútbol de la República Checa.

## Clubes
| Club                         | País            | Año       |
| ---------------------------- | --------------- | --------- |
| A. C. Sparta Praga           | República Checa | 2013-2022 |
| Bohemians 1905 (cedido)      | República Checa | 2018-2019 |
| S. K. Sigma Olomouc (cedido) | República Checa | 2020      |
| U. D. Ibiza                  | España          | 2023      |
| S. K. Sigma Olomouc          | República Checa | 2023-     |

## Palmarés

### Títulos nacionales
| Título                               | Club                | País            | Año  |
| ------------------------------------ | ------------------- | --------------- | ---- |
| Liga de Fútbol de la República Checa | A. C. Sparta Praga  | República Checa | 2014 |
| Copa de la República Checa           | A. C. Sparta Praga  | República Checa | 2014 |
| Copa de la República Checa           | A. C. Sparta Praga  | República Checa | 2020 |
| Copa de la República Checa           | S. K. Sigma Olomouc | República Checa | 2025 |